# Lison
Lison è un comune francese di 492 abitanti situato nel dipartimento del Calvados nella regione della Normandia.

## Società

### Evoluzione demografica
Abitanti censiti

## Infrastrutture e trasporti
La località è servita dall'omonima stazione.